# Efrén Rebolledo
Efrén Rebolledo (Actopan, Hidalgo, 9 de julio de 1877-Madrid, España, 11 de diciembre de 1929) fue un poeta mexicano.

## Biografía
Poeta del Modernismo mexicano. Nació en Actopan, Hidalgo, en 1877, y murió en Madrid, España, 11 de diciembre en 1929. Fue bautizado e inscrito en el Registro Civil con el nombre de Santiago Procopio, nombre que cambió antes de ingresar a la preparatoria, en Pachuca. En la Ciudad de México realizó estudios de derecho y llegó a ser abogado.
Participó activamente en la Revista Moderna, El Mundo y El Mundo Ilustrado, entre muchas otras publicaciones periódicas. Con Enrique González Martínez y con Ramón López Velarde fue fundador de la Revista Pegaso.
En 1901 ingresó a la diplomacia y representó a México en Guatemala, Japón, Noruega, Bélgica, Chile y España.
Sus obras más importantes son Caro victix y Salamandra. Sus Poemas escogidos, con prólogo de Xavier Villaurrutia, se publicaron en 1939, diez años después de su fallecimiento. En 1968 Luis Mario Schneider publicó sus Obras completas, y en 2004 Benjamín Rocha publicó sus Obras reunidas, con una documentada biografía. En 1997 se reeditó, en un solo volumen, Salamandra – Caro victrix, con prólogo de Luis Mario Schneider.

La banda de Rock Gotico Marginal Chilena Jesucrisis le hace un homenaje con su poema Vampiro

## Obra
- El enemigo (novela, 1900)
- Cuarzos (poesía, 1902),
- Más allá de las nubes (poesía, 1903)
- Estela (poesía y prosa poética, 1907)
- Joyeles (antología, 1907)
- Rimas japonesas (poesía, 1907, reeditada en 1915)
- Nikko (libro de viajes, 1910)
- Hojas de bambú (novela, 1910)
- El desencanto de Dulcinea (prosa poética, 1916)
- Caro victrix (poesía, 1916)
- Libro de loco amor (1916)
- El águila que cae (tragedia, 1916)
- Salamandra (1919, reeditada en Noruega en 1922)
- Joyelero (poesías completas, 1922)
- Saga de Sigrida la Blonda (novela, 1922)